# Chow (Einheit)
Chow, auch Chowl oder Chouw, war eine Masseneinheit für Gold und Silber, Das Juwelenmaß galt auch für Perlen. Das ostindische Maß war in den Regionen unterschiedlich. In Madras war es nur ein Perlengewicht.
- Bombay 1 Chow = 0,0194 Gramm
- Bombay: 600 Chow = 1 Tola = 11,66 Gramm
- Surat: 576 Chow = 1 Tola
  - Surat: 6 Chow = 1 Ruttee/Röttih/Retty/Rutti/Ratis